# Charonion

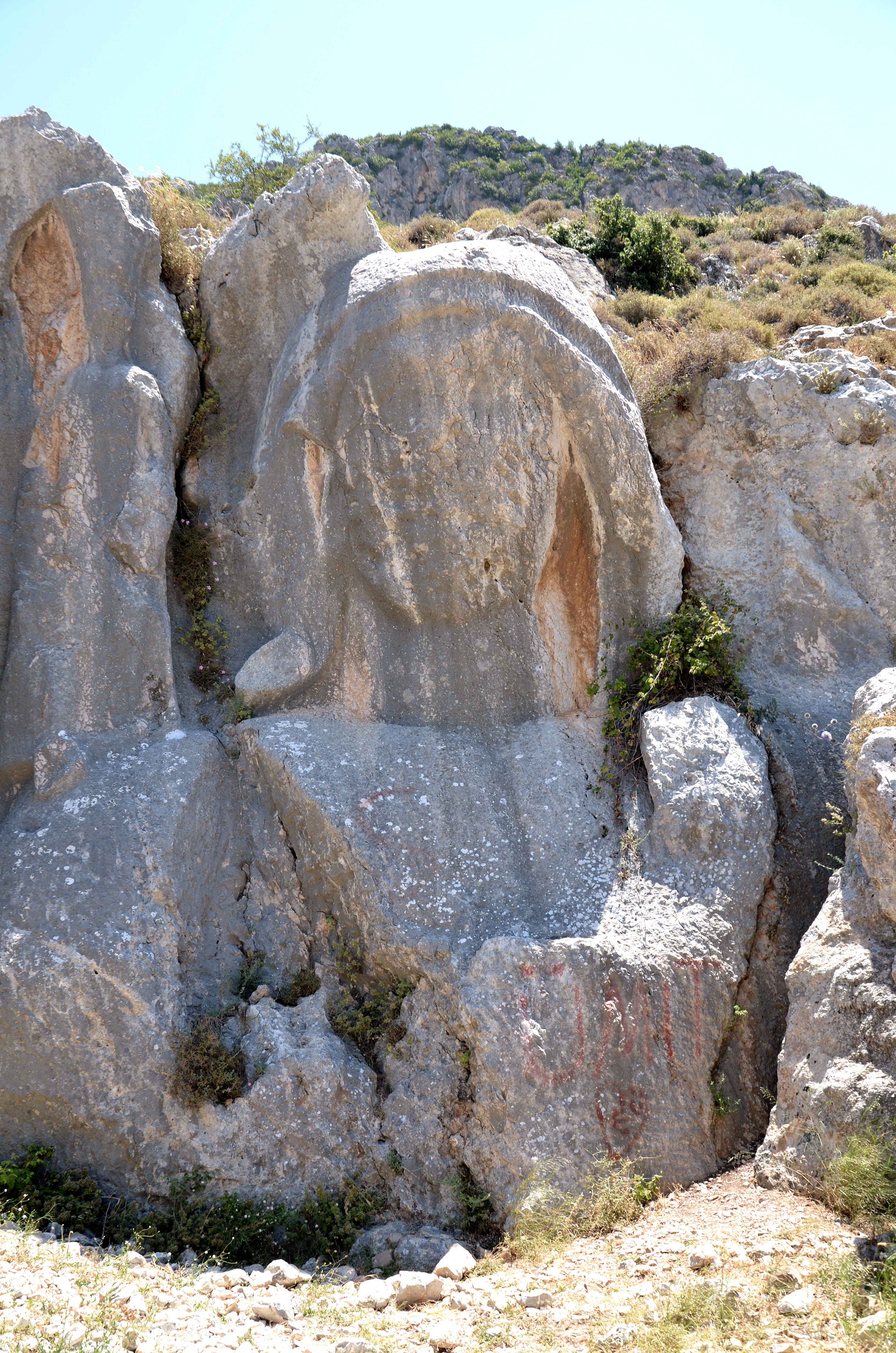
Charonion in de rotsen

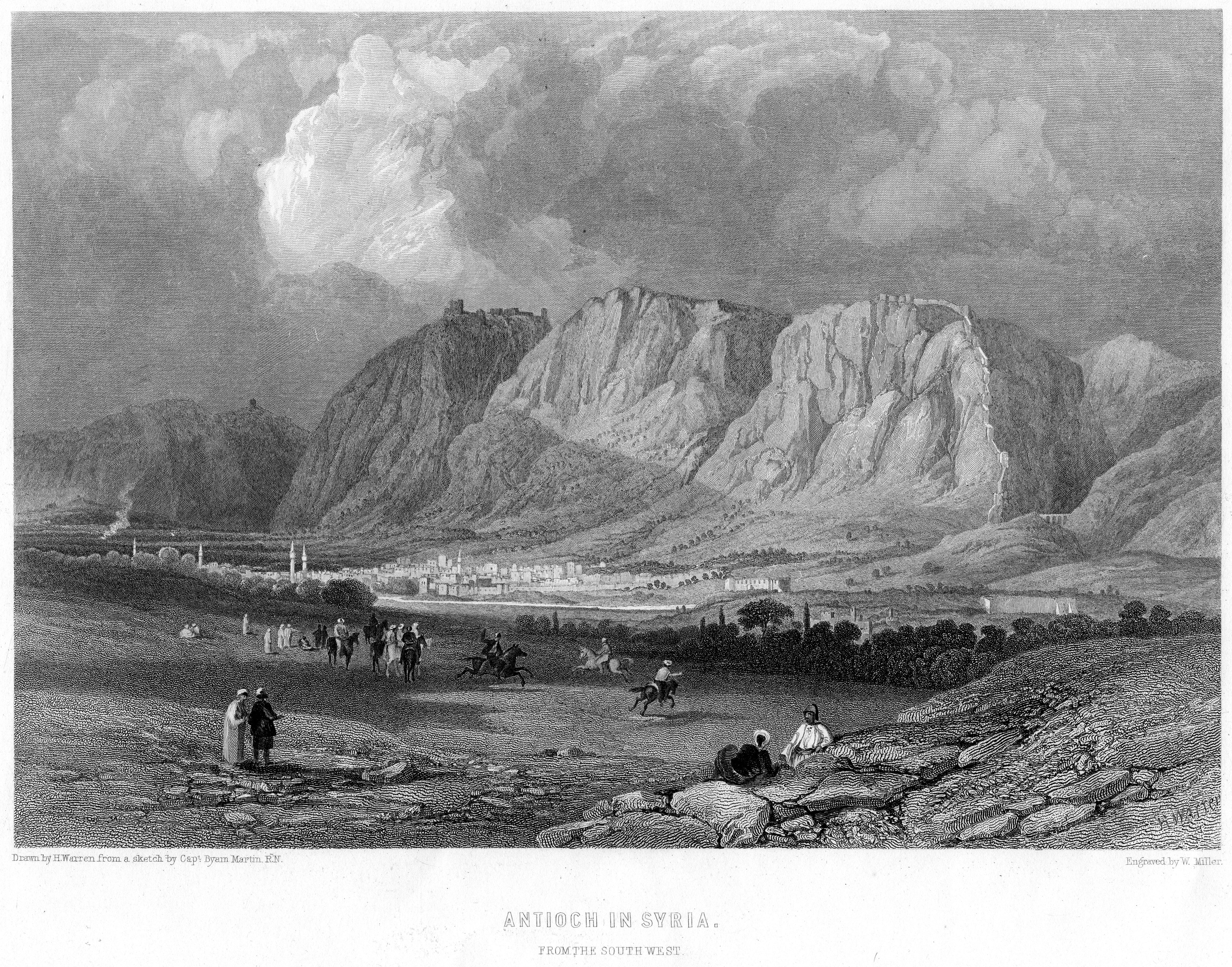
Antiochië. Vooraan de Orontes; achteraan het rotsgebergte

Het Charonion (3e eeuw v.Chr.) is een beeld in de rotsen gehouwen nabij de stad Antiochië, het tegenwoordige Antakya in Turkije. Het Charonion werd uitgekapt tijdens de regering van koning Antiochus Epiphanes, die over een groot deel van het Midden-Oosten heerste. In een nabije rots bevindt zich de Grot van Sint-Petrus.
Het beeld stelt een mannelijke buste voor, 4,5 meter hoog. Het beeld kijkt naar het noorden en overschouwt de stad. Het bevindt zich in de buurt van de voormalige Aleppo Poort, ook Beroea Poort genoemd. De man van het Charonion draagt een kap of een sluier. Volgens de Italiaanse reiziger Guidi in de middeleeuwen kan het ook een wenende vrouw voorstellen. Tijdens de regering van koning Antiochus Epiphanes brak de pest uit. De Byzantijnse schrijver Malalas (6e eeuw) legde uit dat de man een sluier draagt omwille van de pest. De naam Charonion zou volgens Malalas een bijnaam zijn en verwijzen naar Charon, die de doden naar de onderwereld bracht. Op de rechter schouder van de man staat een tweede, kleinere figuur. Deze draagt een mand, wat wijst op een functie tijdens een processie..
Het Charonion draagt geen enkele inscriptie wat archeologen voor een raadsel plaatst. Mogelijks werden er offers gebracht door de stedelingen van Antiochië, op een platform vlak voor het Charonion.